# 1975 v loďstvech
Tento článek obsahuje významné události v oblasti loďstev v roce 1975.

## Události
22. srpna
- Při vystrojování nového argentinského torpédoborce Santisima Trinidad na něj guerilla Montoneros provedla teroristický útok pomocí miny. Útok loď tak poškodil, že oddálil její dokončení až do roku 1981.[1]

## Lodě vstoupivší do služby
- 1. února –  USS L. Mendel Rivers (SSN-686) – ponorka třídy Sturgeon

- 16. února –  HMS Sheffield (D80) – torpédoborec Typu 42 Sheffield

- 3. května –  USS Nimitz (CVN-68) – letadlová loď třídy Nimitz

- 19. července –  HMS Antelope (F170) – fregata Typu 21 Amazon

- 16. srpna –  USS Richard B. Russell (SSN-687) – ponorka třídy Sturgeon

- 5. září –  HMS Ambuscade (F172) – fregata Typu 21 Amazon

- 17. září –  Duguay-Trouin (D 611) – torpédoborec třídy Tourville

- 20. září –  USS Spruance (DD-963) – torpédoborec stejnojmenné třídy[2]

- 31. října –  Stromboli (A 5327) – zásobovací tanker třídy Stromboli